# Pablo Bartol
Pablo Bartol (20 de noviembre de 1965) es un profesor universitario y político uruguayo. Fue Ministro de Desarrollo Social de Uruguay entre el 1 de marzo de 2020 y el 1 de mayo de 2021, durante la presidencia de Luis Lacalle Pou.

## Biografía
Es licenciado en Relaciones Internacionales por la Universidad de la República. Posee un máster en Dirección de Empresas en la Universidad de Montevideo; y un máster en Gobierno de las Organizaciones, Universidad de Navarra. Bartol fue profesor de política de la empresa en la Escuela de Negocios de la Universidad de Montevideo, Uruguay. En 1997 fundó el Centro Educativo Los Pinos en Casavalle y dirigió esta institución durante 21 años donde desarrolló programas educativos y de capacitación laboral. En 2011 Los Pinos recibió el Premio Nacional de Innovación por parte de la Agencia Nacional de Investigación e Innovación (ANII) y en 2016 se transformó en la Fundación Los Pinos.
En 2009 comenzó a recibir apoyo institucional de Boys & Girls Clubs of America de Estados Unidos, la organización de mayor relevancia en programas de apoyo escolar en zonas de contexto crítico de Estados Unidos. También ha participado en programas de formación e intercambio en Chile, España y Finlandia.[cita requerida]
Como parte de su actividad comunitaria, asesoró organizaciones sociales y educativas de contextos críticos de Uruguay y Argentina.
Previo a su actividad en organizaciones sociales trabajó para medios de comunicación. Fue Gerente de Proyectos del diario El Observador entre 1995 y 1998. También fue columnista del diario El País entre 1990 y 1993.
Comenzó su vida académica en 2009 como profesor de Responsabilidad Social de la Empresa en el Instituto de Estudios Empresariales de la Universidad de Montevideo. A partir de 2014 quedó a cargo del curso de Liderazgo para los participantes del máster en Dirección de Empresas. También ha dictado clases a participantes de maestría en institutos universitarios de México, Brasil, Chile y también a ejecutivos de empresas en Paraguay y Ecuador. Ha participado en el Programa de Desarrollo del Liderazgo de la Escuela de Gobierno de la Universidad de Harvard. También ha participado del curso de Gestión de Organizaciones No Gubernamentales en la misma escuela de gobierno.

## Ámbito político
Estuvo al frente del Ministerio de Desarrollo Social durante la Presidencia de Luis Lacalle Pou; acompañado por el exintendente de Flores Armando Castaingdebat como subsecretario y el abogado Nicolás Martinelli en Dirección General de Secretaría. Ocupó el cargo entre el 1 de marzo de 2020 y el 1 de mayo de 2021.
Bartol es numerario del Opus Dei.